# Николаев, Борис Фёдорович
Борис Фёдорович Николаев (1 октября 1907, Санкт-Петербург, Российская империя — 29 марта 1973, Ленинград, РСФСР, СССР) — советский партийный деятель, избиравшийся первым секретарем Вологодского, Архангельского и Смоленского обкомов ВКП(б)-КПСС.

## Биография
В 1918 году он окончил городское начальное училище, в 1927 году — один курс рабфака, в 1929 году — неполную среднюю школу. С августа 1930 года работал на хозяйственных и партийных должностях в Ленинграде.
- 1932—1933 гг. — заведующий отделом кадров Октябрьского районного комитета ВЛКСМ Ленинграда,
- 1933—1937 гг. — инструктор, заместитель заведующего отделом кадров Ленинградского областного комитета ВКП(б).

С конца 1937 года Николаев проживал и работал в Вологде.
- 1939—1940 гг. — секретарь,
- 1940—1942 гг. — второй секретарь Вологодского областного комитета ВКП(б).

С апреля 1942 года он работал первым секретарём Вологодского обкома ВКП(б), а с января 1945 года — первым секретарём Архангельского обкома ВКП(б). В июне 1949 — июне 1952 годов Николаев занимал должность второго секретаря Ленинградского обкома ВКП(б).
17 июня 1952 года был избран первым секретарём Смоленского обкома КПСС. Справиться с тяжёлым послевоенным экономическим положением Смоленщины ему не удалось, в связи с чем 21 января 1954 года он был снят с должности и направлен на работу заместителем председателя Куйбышевского исполкома областного Совета депутатов.
В 1958 году заочно окончил Высшую партийную школу при ЦК КПСС и с марта того же года работал заведующим отделом в Совете Министров РСФСР. С марта 1961 года он работал заведующим сектором общего отдела ЦК КПСС.
Член ЦК КПСС (1952—1956). Избирался депутатом Верховного Совета СССР 2-го и 3-го созывов.
Умер 29 марта 1973 года.

## Награды и звания
Был награждён орденами Ленина, Трудового Красного Знамени, Отечественной войны 1-й степени и рядом медалей.